# Пэн Чжэнь
Пэн Чжэнь (кит. упр. 彭真, пиньинь Péng Zhēn, 12 октября 1902, уезд Цюйво провинции Шаньси — 26 апреля 1997, Пекин) — китайский государственный и политический деятель XX века. Входит в число так называемых «8 бессмертных Коммунистической партии Китая».

## Биография
Родился в крестьянской семье в уезде Цюйво провинции Шаньси, окончил среднюю школу. В период учёбы в педагогическом училище в Тайюане вступил в Коммунистический союз молодёжи Китая, и в том же году — в КПК, принимал участие в студенческом и рабочем движении в Тайюане. В 1926 году переехал в Тяньцзинь. Работал в районных и провинциальном (пров. Хэбэй), а также тяньцзиньском городском комитетах КПК, в аппарате Северокитайского бюро ЦК КПК. В 1935 году возглавил организационный отдел, а позже стал одним из секретарей Бюро ЦК КПК Северного Китая. В 1923—1937 годах неоднократно подвергался арестам; провёл в общей сложности около шести лет в тюрьмах Пекина и Тяньцзиня.
В мае 1937 года приехал в Яньань. В начале 1938 года с частями 115-й дивизии 8-й армии прибыл в уезд Утай, ставший центром Шаньси-Чахар-Хэбэйского советского района (командующий — Не Жунчжэнь). Был введён в состав комитета КПК и правительственного совета Шаньси-Чахар-Хэбэйского советского района, позже назначен секретарём бюро ЦК КПК погранрайона.
В 1941 году был назначен заместителем ректора Центральной партийной школы в Яньане; на него была возложена за проведение кампании по «упорядочению стиля» среди преподавателей и слушателей школы. В 1943 году Пэн Чжэнь, оставаясь на прежних должностях, возглавил организационный отдел ЦК КПК. В 1945 году был делегатом VII съезда КПК, впервые избран членом ЦК КПК.
В октябре 1945 года был назначен политическим комиссаром Объединённой демократической армии Северо-Востока, введён в состав Северо-восточного бюро ЦК КПК, а затем стал одним из секретарей этого органа. В середине 1947 года был освобождён от выполнения всех обязанностей на Северо-востоке. Весной 1948 года был назначен заместителем заведующего организационным отделом ЦК КПК.
В сентябре 1949 года являлся делегатом 1-й сессии НПКСК, стал членом Всекитайского комитета НПКСК; в октябре введён в состав Центрального народного правительственного совета, назначен заместителем председателя политико-юридической комиссии Государственного административного совета КНР; в ноябре утверждён председателем Народного политического консультативного совета Пекина, назначен секретарём пекинского городского комитета КПК. В январе 1950 года возглавил пекинский городской совет профсоюзов; в июне избран в состав Политбюро ЦК КПК. В марте 1951 года назначен председателем городского народного правительства Пекина (вместо Не Жунчжэня). В 1956 возглавил Политико-юридическую группу ЦК КПК.
В апреле 1966 года был фактически отстранён от руководства пекинским городским комитетом КПК; в июне снят с поста председателя городского правительства, а в августе подвергнут критике в «Жэньминь жибао» за противодействие культурной революции. Хунвэйбиновская печать называла Пэн Чжэня «чёрным бандитом и контрреволюционным ревизионистом», «главой чёрной антипартийной банды» и требовала «вынесения ему смертного приговора». 20 апреля 1967 года в речи на митинге, посвящённом образованию пекинского ревкома, Се Фучжи (назначенный его председателем) назвал Пэн Чжэня «контрреволюционным ревизионистом, капитулянтом и агентом буржуазии», который «в ходе революционной борьбы выступал против великих идей Мао Цзэдуна и правильных установок Линь Бяо». Впоследствии центральная китайская печать неоднократно подвергала его нападкам, а пекинский ревком провёл в июле 1967 года «митинг критики Пэн Чжэня и его клики». После 1968 года о судьбе Пэн Чжэня длительное время не было никаких сведений.
Был реабилитирован в декабре 1978 года. В феврале 1979 года он был назначен исполняющим обязанности председателя Комиссии по законодательной работе ПК ВСНП 5-го созыва, в июне — председателем комиссии. В мае был избран депутатом ВСНП 5-го созыва от города Пекин. В сентябре был снова избран в члены ЦК и введён в состав Политбюро ЦК КПК. В сентябре 1980 года на 3-й сессии ВСНП 5-го созыва был утверждён заместителем председателя Комиссии по пересмотру Конституции.
С 18 июня 1983 года по 13 апреля 1988 года являлся председателем Постоянного комитета Всекитайского собрания народных представителей 6-го созыва. После 1988 года отошёл от общественной деятельности.